# Castelo de Chirk
O Castelo de Chirk (em inglês:  Chirk Castle; em galês: Castell y Waun), é um palácio fortificado localizado em Chirk, condado de Wrexham, no País de Gales. Foi ocupado continuamente como castelo e casa de aparato durante quase 700 anos. Situa-se no alto duma colina com as melhores vistas sobre o Vale do Ceiriog para sul.
Foi construído em 1295 por Rogério Mortimer de Chirk, tio de Rogério Mortimer, 1.º Conde de March, como parte da cadeia de fortalezas do Rei Eduardo I ao longo do norte de Gales, guardando a entrada do Vale do Ceiriog. Foi o centro administrativo do senhorio da Marca de Chirkland.
O castelo foi comprado por Thomas Myddelton, em 1595, por 5.000 libras. O seu filho, Thomas Myddelton do Castelo de Chirk, foi um Parlamentarista durante a Guerra Civil Inglesa, mas tornou-se num Realista durante o Levantamento de Cheshire de 1659. Depois da Restauração da monarquia, o seu filho, Sir Thomas Myddelton, tornou-se 1º Baronete de Castelo de Chirk.
Durante a década de 1930, o edifício serviu de residência a Thomas Scott-Ellis, 8º Barão Howard de Walden, um proeminente patrono das artes e campeão da cultura galesa. a família Myddleton residiu no Castelo de Chirk até 2004. O Tenente-Coronel Ririd Myddleton foi um camareiro da Rainha Isabel II desde 1952 até à sua morte, em 1988.
O castelo está, presentemente, na posse do National Trust for Places of Historic Interest or Natural Beauty (Instituto Nacional dos Lugares Históricos ou de Beleza Natural).
Encontra-se classificado como um listed building com o Grau I desde 20 de Outubro de 1952.

## História

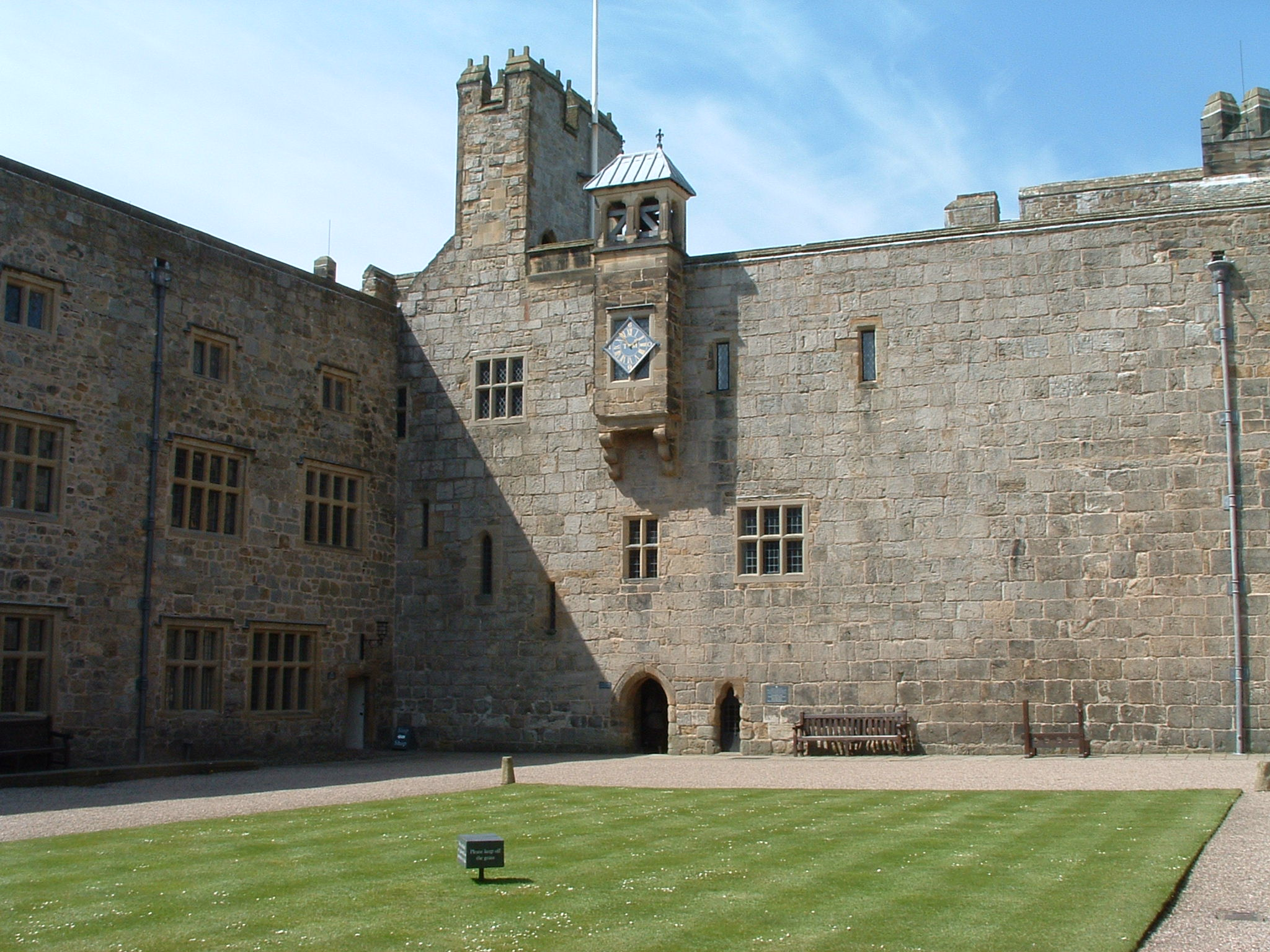
Pátio do Castelo de Chirk.

O Castelo de Chirk é o sucessor de duas conhecidas fortificações, tendo sido provavelmente construído por Roger Mortimer, da poderosa família Marcher, à qual o Rei Eduardo I concedeu a área depois da derrota galesa de 1282. Quase de certeza que o edifício recebeu assistência Real no seu desenho e construção, e as suas semelhanças com o Beaumaris Castle sugerem que as obras começaram, o mais tardar, no ano de 1295, talvez em resposta ao levantamento galês de 1294.
Depois da Guerra das Rosas, o castelo passou para as mãos Reais devido à execução de Sir William Stanley em 1495. A fileira sul foi parcialmente reconstruída em 1529, tendo sido reutilizadas pedras do trabalho anterior. O velho vestíbulo foi subdividido e, para oeste, foram providenciadas novas áreas habitacionais. Em 1563, o castelo foi concedido a Robert Dudley, o favorito de Isabel I, o qual foi rapidamente feito Conde de Leicester e Barão Denbigh. Este nobre manteve o Castelo de Chirk como parte das suas estensas propriedades do norte de Gales até à sua morte, ocorrida em 1588. Provavelmente, Dudley terá substituído o telhado e adicionado algumas das janelas quadradas. 
O castelo foi comprado em 1595 por cerca de 5.000 libras. O novo proprietário era Sir Thomas Myddelton, um filho do governador do Castelo de Denbigh e um bem sucedido mercador de Londres. Como um dos fundadores da Companhia Britânica das Índias Orientais e investidor nas expedições de Drake, Raleigh e Hawkins, possuía meios para converter o castelo numa confortável residência Tudor. A nova ala de pedra que construíu, a norte, continha um vestíbulo, despensa e cozinha, com salas de estar e de refeições no andar superior. Esta fileira, com alterações, tornou-se nos principais aposentos residenciais do castelo, enquamto a velha ala sul foi gradualmente destinada aos criados. 

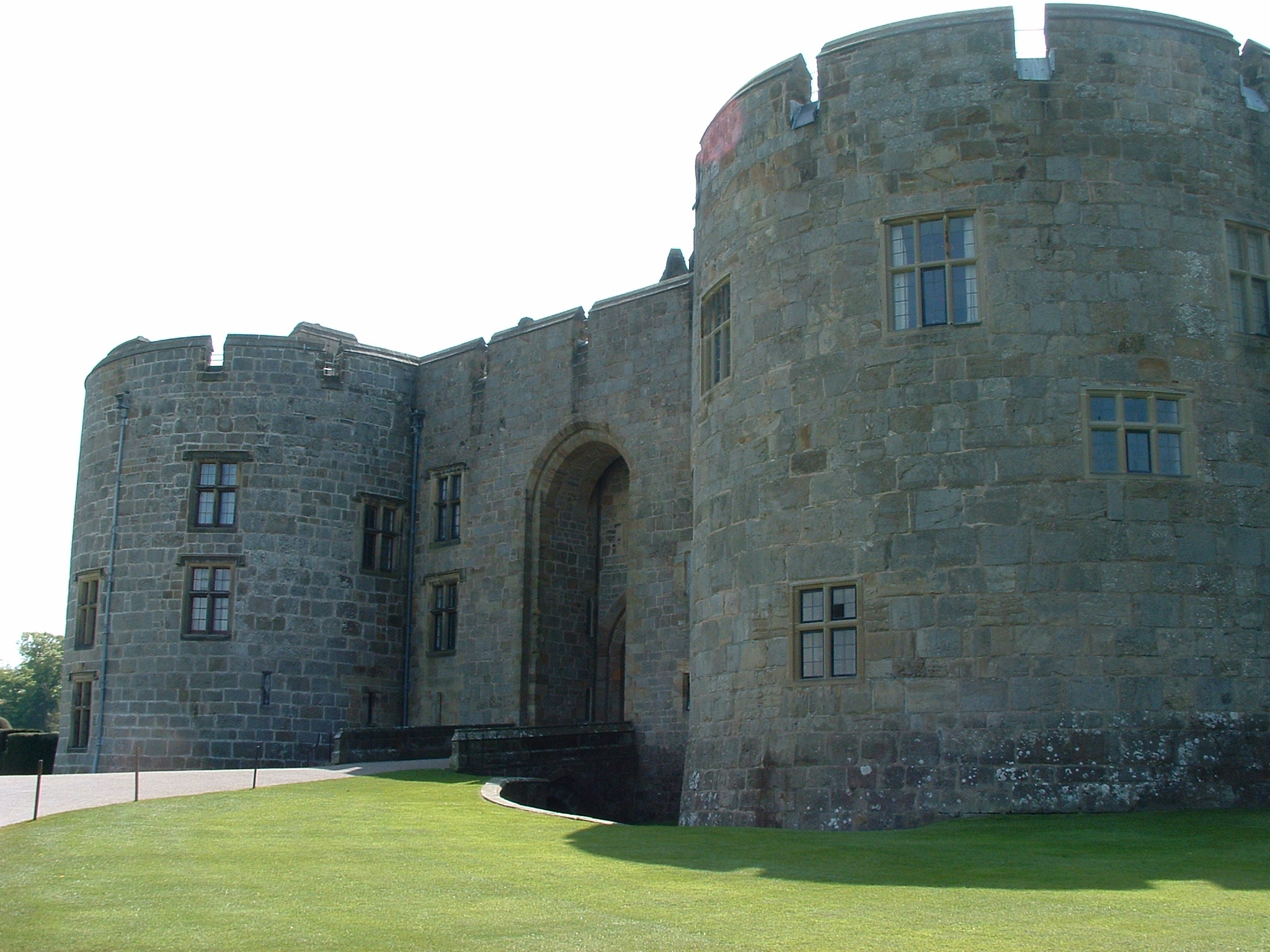
Entrada do Castelo de Chirk.

O filho de Sir Thomas, o segundo Sir Thomas, instalou residência no Castelo de Chirk depois do seu casamento, em 1612. Como Membro do Parlamento pelo Denbighshire, a partir de 1625, deu consigo no lado Parlamentarista da Guerra Civil. Os apoiantes Realistas confiscaram o castelo em 1643 e conservaram-no por três anos. As forças Parlamentaristas de Sir Thomas, entretanto, gozaram de algum sucesso, incluindo a captura do Powis Castle, embora não tenha podido usá-las para atacar Chirk.
Mas tarde, o castelo foi recuperado através do recurso ao suborno e o filho de Sir Thomas (Sir Thomas III) instalou-se como governador. Em 1651, no entanto, o general tinha mudado de lado, e eram necessários pagamentos para desalojar a guarnição parlamentarista. No entanto, Chirk foi cercado e tomado pelos parlamentaristas em 1659 como castigo pelo apoio dos Myddeltons ao Levantamento de Cheshire. A maior parte do lado oeste foi demolido e grande parte do resto foi queimado, deixando a família com uma enorme tarefa de reconstrução após a Restauração da monarquia, em 1660.
O castelo permaneceu nas mãos da família Myddelton, a qual ainda mantém a posse e trabalha grande parte da propriedade, até 1978. Actualmente está aos cuidados do National Trust.

## Arquitectura

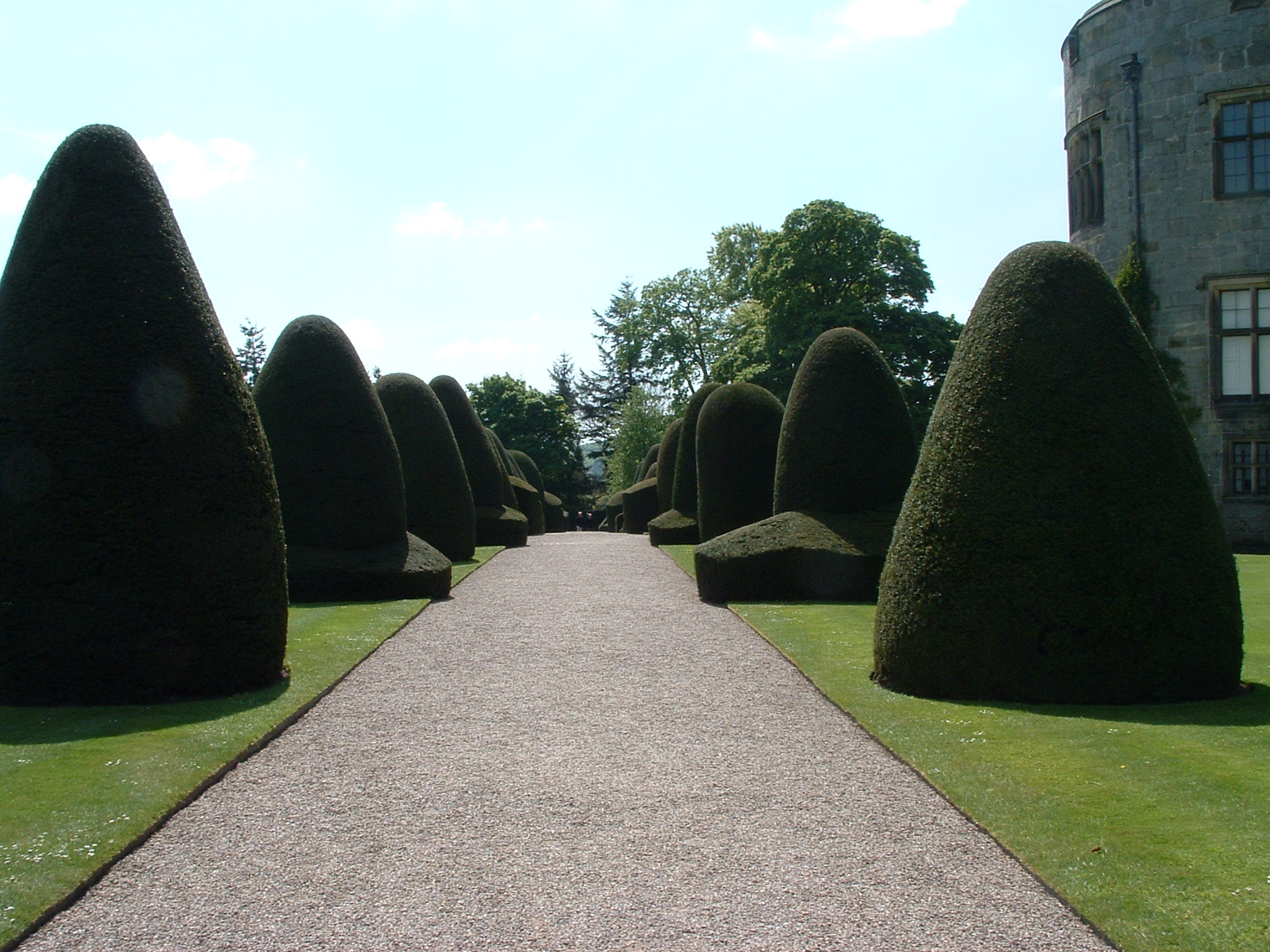
Jardins do Castelo de Chirk.

O castelo deve ter sido, originalmente, imaginado como uma cerca rectangular com torres nos cantos e a meio de cada lado. se assim foi, apenas a metade norte do desenho sobrevive, parando entre as torres centrais dos lados este e oeste. O portão simples existente na parte este da parede norte é provavelmente original. Outras defesas adicionais foram desmanteladas durante arranjos paisagísticos posteriores.
O espírito da estrutura do século XIV está preservada na Torre de Adam (próximo do poço na parte sudoeste), a qual possui uma magnífica torre de menagem com dois níveis e várias salas superiores mostrando os cinco metros de grossura das paredes. Duas delas contêm matacães, através dos quais podiam ser lançados objectos a qualquer um que tentasse derrubar ou queimar as portas abaixo. Esta torre, tal como as outras, tinha pelo menos um andar de altura, tendo as partes superiores sido, provavelmente, removidas depois dos bombardeamentos ocorridos em 1659 durante a Guerra Civil.
A cortina sul foi completada na linha actual no século XV, sob Thomas, Conde de Arundel, provavelmente contra as forças de Owain Glyndwr, o qual contava com um forte apoio local. A capela, no actual canto sudeste, foi provavelmente começada no século XIV. Esta, juntamente com o vestíbulo contíguo, são as mais antigas salas de pedra sobreviventes fora das torres. Contra as outras paredes erguiam-se, provavelmente, estruturas de madeira.
Em 1660, depois da Restauração da monarquia, foi adicionada uma nova ala de pedra a este, em conjugação com a reconstrução dos panos de muralha e das torres. as novas torres, embora exteriormente semelhantes às suas predecessoras, tinham muitas paredes finas, enquanto a ala incluia uma sala de estar e uma longa galeria ao nível do primeiro andar, abaixo das quais se situava uma passagem arcada enfrentado o pátio. Foi dada uma nova entrada ao velho quarto de aparato na torre sudeste a partir da longa galeria. Sir Thomas III faleceu antes do seu pai, e o seu filho, Sir Thomas IV, que atingiu a maioridade em 1672, supervisionou a decoração das recém construídas salas, completadas, possivelmente com a ajuda de William Wynde, em 1678. Apenas a longa galeria sobreviveu para mostrar o estilo original deste trabalho.
No interior da ala este, a estrutura principal do castelo foi completada, embora pequenas alterações tenham continuado a ser feitas. Depois de um episódio abortado entre 1762 e 1764, quando o esquema para um interior gótico foi abandonado numa fase inicial, a ala norte foi estensamente remobilada em estilo neoclássico por Joseph Turner de Chester, no final da década de 1760 e na década de 1770, tendo a sala de estar sido completada por John Cooper de Beaumaris cerca de 1796. Na década de 1820, no entanto, foi adicionada uma abóbada gótica, e a partir de 1845 o interior foi quase totalmente reconstruído à maneira gótica por A. W. Pugin, arquitecto das Houses of Parliament. A maior parte destas alterações têm estado desociupadas nos anos recentes, com a excepção do Cromwell Hall, onde está exposta uma colecção de armas da Guerra Civil.

## Parque

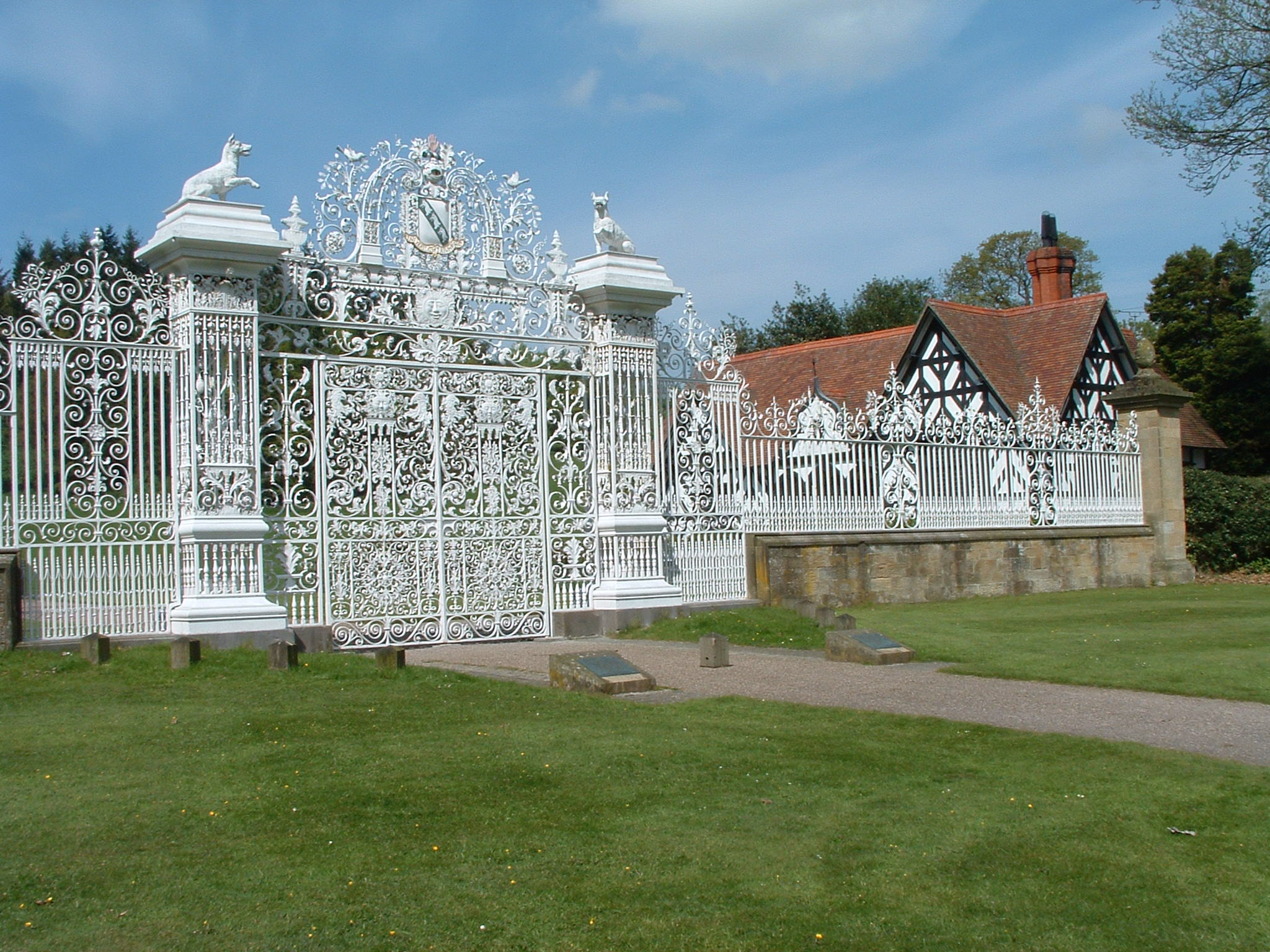
Portões de entrada no parque do Castelo de Chirk.

O Dique de Offa corre através do parque. Isso pode ser visto do ar por baixo das águas do lago artificial, e é visível como um banco baixo até à Casa de Lavoura, a oeste do castelo. A Sul do Castelo de Chirk está mais bem preservado, correndo para oeste do caminho, entrando nos campos mais afastados ao lado do caminho pedonal. O magnífico portão de ferro forjado à entrada do parque foi executado por Robert e John Davies, de Bersham, entre 1712 e 1719. Este situava-se originalmente em frente do principal portão do castelo, tendo sido movido para a sua posição actual em 1770, durante o arranjo paisagístico do parque. 